# Stephan Gans zu Putlitz

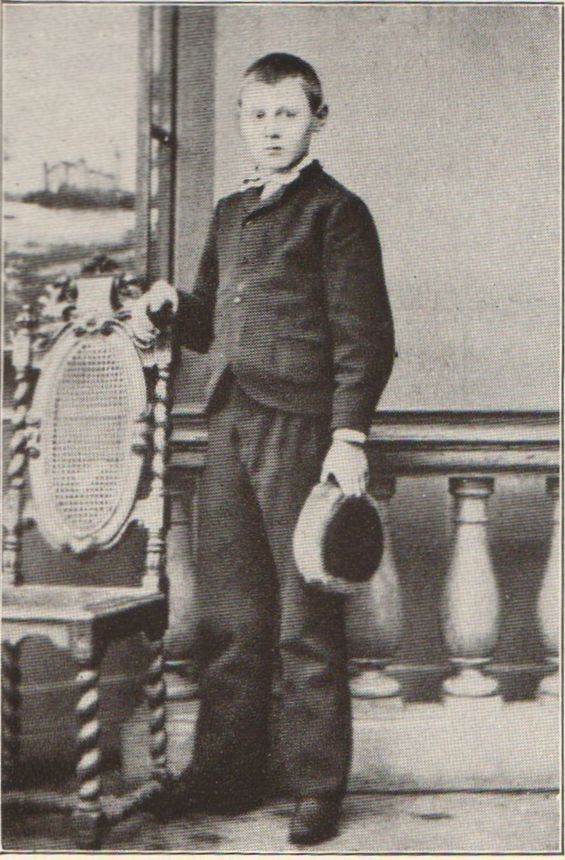
Stephan Gans zu Putlitz als Jugendlicher

Stephan Gans zu Putlitz (* 4. Februar 1854 in Retzin; † 24. Juli 1883 in Berlin) war ein deutscher Volkswirt und Hochschullehrer. Er war möglicherweise das Vorbild für die Figur Graf Waldemar von Haldern in Theodor Fontanes Roman Stine.

## Leben
Stephan Gans zu Putlitz war der Sohn des Diplomaten, Schriftstellers und Theaterdirektors Gustav Gans zu Putlitz und dessen Ehefrau Elisabeth geb. Gräfin von Königsmarck. Er promovierte zum Dr. jur. und zum Dr. phil., wurde Privatdozent an der Friedrich-Wilhelms-Universität Berlin und später außerordentlicher Professor an der Universität Halle.
Mit Hans Delbrück gründete er die Zeitschrift Politische Wochenblätter, die nur 1882 und 1883 erschien und in den Preußischen Jahrbüchern aufging.
Er stand mit Otto Zacharias in Kontakt, der das Buch Die Bevölkerungsfrage in ihrer Beziehung zu den socialen Nothständen der Gegenwart geschrieben hatte, das 1883 in vierter Auflage erschien. In diesem Werk zitierte Zacharias aus dem Briefwechsel mit Putlitz: „[...] eine übermäßige Kinderzahl darf nicht wie bisher als ein Segen, sondern muss als ein Makel von der Gesammtheit angesehen werden.“
Stephan Gans zu Putlitz heiratete am 2. August 1881 auf Schloss Buckow Elisabeth von Flemming, die er nach seiner Habilitation in Verona kennengelernt hatte. Aus der Ehe ging die 1882 geborene Tochter Stephanie hervor, die später Hans von Raumer heiratete. Als seine Ehefrau die Scheidung wünschte, erschoss sich Stephan Gans zu Putlitz im Sommer 1883. Der Vorfall wurde von der Familie vertuscht; man setzte die Behauptung in Umlauf, Stephan Gans zu Putlitz sei in einem Duell gefallen. Offenbar hatten diese Bemühungen jedoch nur bedingten Erfolg, denn bereits am 27. Juli 1883 berichteten Zeitungen über den Suizid. Außerdem erklärte Theodor Fontane in einem Brief an seine Ehefrau vom 29. Juli 1883, Putlitz' Familie versuche etwas Fatales zu kaschieren.
Über die missglückte Ehe wurde geurteilt, Stephan Gans zu Putlitz habe „mit seinem burschikosen Wesen durchaus nicht zu der kühl reservierten, anspruchsvollen, hyperästhetischen Diplomatentochter“ gepasst. Im Vorwort zum Tagebuch seiner Witwe ist die Rede von „dem jungen, durch und durch idealistisch angelegten Begleiter, zu dessen Wesensart das Blut des Vaters, des Verfassers von Was der Wald erzählt, starke Komponenten geliefert hat“. Ursächlich genannt wird „das unumstößliche Bewußtsein im Gemüt der jungen Frau, daß irgendwelche Anlagen und Kräfte in ihr bei dem stark bürgerlich eingestellten Leben als Professorsgattin verkümmern mußten“.

## Stephan Gans zu Putlitz als Urbild einer Romanfigur
In dem 1888 erschienenen Roman Stine wirft der Held der Erzählung in einem entscheidenden Augenblick der Handlung einen Blick zu den Fenstern des Königsmarck’schen Palais an der Berliner Mauerstraße hinauf, hinter denen er in glücklichen, vergangenen Zeiten mit einem Freund geplaudert hat. Das Palais war der Berliner Wohnsitz der Familie Gans zu Putlitz, mit der Fontane gesellschaftlich verkehrte. Der Blick von Halderns kann also als ein Hinweis auf Stephan Gans zu Putlitz bzw. als Vorausverweis auf das Schicksal des Grafen im Roman gesehen werden. Eine Parallele in den Lebensläufen von Stephan Gans zu Putlitz und Graf Haldern ist auch der Reitunfall, der beide die Gesundheit gekostet hat. Während Haldern laut Romanhandlung bei einer kriegerischen Auseinandersetzung Verletzungen erlitten hat und dann noch beim Sturz mit dem Pferd unter dieses geraten ist, berichtet seine ehemalige Frau: „Ein Unglücksfall kurz vor der Hochzeit – er stürzte in Hannover bei einer militärischen Reitübung schwer – hat seine von Haus aus gesunde und normale Konstitution geschädigt und wohl die physiologische Grundlage geschaffen für Überreizungszustände, die ihm früher fremd gewesen waren. Jedenfalls zeigten sich schon in den allerersten Wochen nach der Hochzeit auf der Reise so tiefgehende Irritationen, daß die junge Frau nahe daran war, in das Haus ihres Vaters zurückzukehren.“

## Schriften
- Ein Rechtsfall. Dissertation, Universität Göttingen, 1876.[13]
- Werth, Preis und Arbeit. Ein Beitrag zur Lehre vom Werthe. Berlin 1880.
- J. P. Proudhon. Sein Leben und seine positiven Ideen. Berlin 1881.[14]